# كانغ سو يون
كانغ سو يون (بالكورية:강수연) ولدت في 18 اغسطس 1966. وتوفيت في 7 مايو 2022 وهي ممثله من كوريا الجنوبية. وهي النجمه المشهوره عالميا منذ منتصف الثمانينات الى نهاية التسعينات, غالبا ماتلقب ب "النجمه العالمية الاولى".
بدأت سو يون مسيرتها التمثيلية منذ ان كانت طفله واكتسبت شهره محلية عالية خلال مذكرات طالب في المدرسة الثانوية على قناة KBS TV من (1983–1984), والافلام الكوميدية Whale Hunting 2 الذي اصدر في (1985) وMimi وايضا Cheolsu's Youth Sketch الذي اصدر في (1987).
مع ذلك ظللت غير معروفه خارج بلادها حتى عُرف دورها المتميز في فيلم المخرج كون تايك The Surrogate Woman الذي تم اصداره في (1987). وفازت بكأس فولبي لافضل ممثله في مهرجان البندقية السينمائي الدولي الرابع والأربعين عن دورها، مما جعلها أول ممثل كوري يحصل على جائزة في مهرجان سينمائي دولي كبير. في عام 1989, حصلت على برونزية سان جورج كممثلة في مهرجان موسكو السينمائي الدولي السادس عشر عن فيلم Come Come Upward (1989) ، مما رسخ لقبها "النجم العالمي".
منذ اوائل العقد الاول من القرن الحادي والعشرين وما بعده, تباطأ انتاجها وقلت شهرتها بشكل كبير. توقفت سو يون لسنوات عن الظهور في الافلام وبدأت التمثيل على الشاشة الصغيره — حيث حصلت على نجاح متوسط في دور البطوله في فيلم Ladies of the Palace (2001–02) على إس بي إس تي في. كان اخر افلامها التي تم اصدارها خلال فتره حياتها Juri (2013). بعد تسع سنوات من عدم اصدار اعمال جديده كان من المقرر ان تعود مع فيلم جديد بالتعاون مع نتفليكس بعنوان جونغ إي من اخراج يون سانغ-هو. تم عرض الفيلم الذي تم تصويرة في يناير2022 في يناير2023 رسميًا.
بعد انهيارها من نزيف دماغي في منزلها في جنوب سيول في 5 مايو تم نقلها إلى المستشفى ومكثت في وحدة العناية المركزة للشفاء. لكن للأٍسف لم تستيقظ من الغيبوبه, وتوفيت في 7مايو 2022.

## حياة مهنية
بدأت سو يون بالتمثيل كطفلة في 1969.

### السبعينيات - 1991
كانت الممثلة الطفلة سو يون في عدد من الأفلام والبرامج التلفزيونية ذات شهرة بسيطة في السبعينيات والثمانينيات. 
كانت انطلاقتها المهنية عندما لعبت دورًا رئيسيًا كدور المراهقة الضعيفة في فيلم المخرج إم كوون تايك بعنوان the surrogate woman, كان للفيلم نجاحا كبيرًا وتم تكريمها بجائزة كأس فولبي لأفضل ممثلة في عام 1987 مهرجان البندقية السينمائي الدولي, وكذلك جائزة أفضل ممثلة في مهرجان نانت السينمائي الدولي. وهو يمثل الإنجاز السابق المرة الأولى التي يحصل فيها ممثل كوري، أنثى أو ذكر، على جائزة في مهرجان سينمائي كبير. في ذلك الوقت ، كان لا يزال يعتبر أمرًا صادمًا للكثيرين أن كوريا الجنوبية لديها صناعة سينمائية.
بعد ذلك بعامين في مارس، تم إصدار Come Come Come Upward، وهو فيلم بوذي من إخراج Im أيضًا. في الفيلم ، لعبت سو يون دور سون نيو، الطالبة الشابة التي لجأت إلى الدير للهروب من منزلها المضطرب والدراسة لتصبح راهبة ، ووقعت لاحقًا في حب الشخص الذي حاول أن يسلبها حياءها., في الواقع ، قامت سو يون بحلق رأسها على الشاشة في المشهد عندما أصبحت سون نيو راهبة. لقد شعرت شخصيا بالفخر بأداها, لاحقا صرحت بأن غرور سون نيو لم يكن مهم وانه كان من الطبيعي ان تحلق راسها اذا كانت الشخصية تريد ان تكون راهبة. وبناءً على ذلك، فازت بالميدالية البرونزية في سانت جورج في مهرجان موسكو السينمائي الدولي السادس عشر عن دورها في Come Come Come Upward مما جعلها "نجمة عالمية" لكوريا
في نفس العام، تمت دعوتها للعمل كمحلف في مهرجان طوكيو السينمائي الدولي. بالإضافة إلى ذلك، أصبحت فيما بعد عضوًا في لجنة تحكيم مهرجان موسكو السينمائي الدولي السابع عشر في عام 1991.